# Nash Bridges
Nash Bridges este un serial american polițist, creat de Don Johnson și Carlton Cuse. Don Johnson și Cheech Marin sunt doi inspectori de Poliție din San Francisco, departamentul de investigații speciale, care anchetează diferite cazuri ai oamenilor certați cu legea. Filmul a rulat în 70 de țări diferite, iar in Statele Unite a rulat timp de șase sezoane, fiind modificări importante de-a lungul timpului în distribuție.
Personajele principale:
Don Johnson(în rolul lui Nash Bridges), un inspector de poliție de 40 de ani, devotat slujbei sale. Cu o memorie extraordinară și umor, îmbină viața profesională cu cea personală așa cum poate, dar nu întotdeauna reușește să mențină un echilibru. A trecut prin două divorțuri, dar și-a păstrat intacte umorul, farmecul și talentul de magician, cu trucuri care făceau deliciul colegilor. Este singurul personaj care apare 122 de episoane în tot serialul.
Cheech Marin (în rolul lui Joe Dominguez) este căsătorit cu Inger, o suedeză și au o fiică, Lucia, și un fiu, JJ. Este personajul buclucaș, care intră în tot felul de necazuri din care partenerul său trebuie să îl salveze. Ulterior, el și Nash își înființează un cabinet de detectivi particulari pentru a-și câștiga existența pe cont propriu.